# Centavos de dólar de Ecuador
Los centavos de dólar ecuatorianos fueron introducidos en el año 2000, cuando Ecuador cambió de moneda, pasando del sucre ecuatoriano al dólar estadounidense. Se tratan de una versión ecuatoriana del dólar estadounidense. Las monedas tienen denominaciones de 1, 5, 10, 25 y 50 centavos de dólar y son idénticas en tamaño y valor a sus contrapartes en centavos de dólar estadounidenses. Las monedas circulan en Ecuador a la par con monedas y billetes de los Estados Unidos. Ecuador no emite billetes, así que depende de los impresos en los Estados Unidos.
Todas las monedas de centavo de dólar ecuatorianas tienen impreso en el reverso el valor numérico de la moneda junto con el valor escrito en español y la leyenda del Banco Central del Ecuador; el anverso está impreso con el retrato y nombre de un ecuatoriano destacado, la leyenda "República del Ecuador" y el escudo del Ecuador. La excepción es la moneda de un centavo, la cual, en vez de tener un retrato, tiene impreso un mapa de América y la leyenda "Ecuador, Luz de América". Las monedas comenzaron a emitirse durante el año 2000; la mayoría de monedas en circulación son del 2000. Las monedas son plateadas, con la excepción de la de un centavo, fabricada de latón poseen un color dorado, estas fueron fabricadas en México y Colombia, aunque algunas fueron hechas de cobre por la casa Royal Canadian Mint.

## Monedas
| Anverso y reverso (respectivamente) | Denominación | Año(s) de emisión | Imagen en el reverso             | Material                   | Peso           | Tamaño           |
| ----------------------------------- | ------------ | ----------------- | -------------------------------- | -------------------------- | -------------- | ---------------- |
|                                     | 1 centavo    | 2000              | Continente Americano             | Latón depositado en acero  | 2,5200 gramos  | 19,05 milímetros |
|                                     | 5 centavos   | 2000-2003         | Rostro de Juan Montalvo          | Níquel depositado en acero | 5 gramos       | 21,21 milímetros |
|                                     | 10 centavos  | 2000              | Rostro de Eugenio Espejo         | Níquel depositado en acero | 2,2400 gramos  | 17,91 milímetros |
|                                     | 25 centavos  | 2000              | Rostro de José Joaquín de Olmedo | Níquel depositado en acero | 5,6500 gramos  | 24,26 milímetros |
|                                     | 50 centavos  | 2000              | Rostro de Eloy Alfaro            | Níquel depositado en acero | 11,3200 gramos | 30,61 milímetros |

### Variante de la moneda de un centavo
| Anverso | Denominación | Año de emisión | Imagen en el Reverso | Material                  | Peso          | Tamaño           |
| ------- | ------------ | -------------- | -------------------- | ------------------------- | ------------- | ---------------- |
|         | 1 centavo    | 2003           | Continente Americano | Cobre depositado en Acero | 2,5200 gramos | 19,05 milímetros |

## Segunda serie de Monedas
Por deterioro de las monedas fraccionarias acuñadas hace ya más de una década, el Banco Central del Ecuador (BCE) lanzó un nuevo programa de acuñación de monedas. Estas monedas comenzaron su circulación el 21 de diciembre de 2023. Las mismas que no reemplazan a las que ya están en circulación, sino que las complementan.
| Denominación | Año(s) de emisión | Imagen en el reverso            | Material                   | Peso           | Tamaño           |
| ------------ | ----------------- | ------------------------------- | -------------------------- | -------------- | ---------------- |
| 5 centavos   | 2023              | Rostro de Isidro Ayora          | Níquel depositado en acero | 5 gramos       | 21,21 milímetros |
| 10 centavos  | 2023              | Rostro de Galo Plaza Lasso      | Níquel depositado en acero | 2,2400 gramos  | 17,91 milímetros |
| 10 centavos  | 2023              | Rostro de Jaime Roldós Aguilera | Níquel depositado en acero | 2,2400 gramos  | 17,91 milímetros |
| 25 centavos  | 2023              | Rostro de Oswaldo Guayasamín    | Níquel depositado en acero | 5,6500 gramos  | 24,26 milímetros |
| 25 centavos  | 2023              | Rostro de Alberto Spencer       | Níquel depositado en acero | 5,6500 gramos  | 24,26 milímetros |
| 25 centavos  | 2023              | Rostro de Jorge Icaza           | Níquel depositado en acero | 5,6500 gramos  | 24,26 milímetros |
| 50 centavos  | 2023              | Rostro de Matilde Hidalgo       | Níquel depositado en acero | 11,3200 gramos | 30,61 milímetros |
| 50 centavos  | 2023              | Rostro de Tránsito Amaguaña     | Níquel depositado en acero | 11,3200 gramos | 30,61 milímetros |